# Spatholobus pottingeri
Spatholobus pottingeri är en ärtväxtart som beskrevs av David Prain. Spatholobus pottingeri ingår i släktet Spatholobus och familjen ärtväxter. IUCN kategoriserar arten globalt som livskraftig. Inga underarter finns listade i Catalogue of Life.